# А (электровоз)
2-D+D-2 406/546 8-GE 750-3300V (заводское обозначение) — электровоз типа 2-4о+4о−2, выпускавшийся в 1947—1948 годах американской компанией General Electric. 
Изначально предназначался для эксплуатации на советских железных дорогах, на которых ему уже была присвоена серия А, но по политическим мотивам в СССР не попал. Вместо этого эксплуатировался в самих США, где получил прозвища Маленький Джо (англ. Little Joe (Joseph)) и 800-е, а также в Бразилии, где получил прозвище Русский (порт. Russa).

## Постройка
После окончания Великой Отечественной войны в Советском Союзе были продолжены работы по электрификации железных дорог. Основные работы проводились на участке Кропачёво—Златоуст—Челябинск Южно-Уральской железной дороги. Так как советские заводы ещё только восстанавливались и поэтому не могли в короткие сроки начать серийное производство электровозов, советское правительство в марте 1946 года разместило заказ фирме General Electric (GE), с которой уже сотрудничало ранее, на изготовление 12 электровозов. Согласно техническому заданию, электровозы должны были иметь общий вес 273 т, из них сцепной — 203 т. В часовом режиме мощность должна была составлять 5860 л. с. при силе тяги 37 тс и скорости 43,7 км/ч, в продолжительном 5500 л. с. при тяге 34,3 т и скорости 44,4 км/ч. Также электровоз должен был быть выполнен однокузовным и по одной кабине с каждой стороны. По окончательному проекту электровоз имел осевую формулу 2-4о+4о−2, общий вес 248 т, сцепной 176 т. Особенностью являлись литые сочленённые четырёхосные тележки, которые через консоли опирались на двухосные бегунковые тележки. Восемь двигателей GE-750 имели общую часовую мощность 8×540=4320 кВт. На то время это были мощнейшие электровозы в мире. Интересно, что по осевой характеристике эти электровозы оказались близки к другому мощнейшему в своём классе локомотиву — паровозу Big Boy.
Производство электровозов велось на заводе GE в городе Эри в штате Пенсильвания под наблюдением советских специалистов. Всего было построено 20 электровозов, которые имели заводские номера 29913 — 29932. МПС им присвоило серию А и номера 1591—1610 (позже изменены на 2301—2320). 7 сентября 1948 года на специальном треке завода (проходил недалеко от NYCRR) в присутствии представителей СССР был совершён испытательный заезд электровоза А1598. Однако уже в то время отношения между СССР и США значительно ухудшились. В результате вскоре после испытательного заезда советские специалисты вернулись на родину, а в октябре того же года Госдепартамент США запретил поставки стратегических товаров в Советский Союз. На тот момент 14 электровозов уже были готовы либо находились в процессе строительства. Собственно, уже в начале года был предсказуем запрет на поставку электровозов, но тем не менее GE завершила постройку всех 20 машин, которым была присвоена временная серия GE-750. Последние 6 электровозов, которые начали строиться уже после отмены заказа, были выпущены сразу на колею 1435 мм, причём у последнего электровоза (29932), в отличие от остальных, все 8 движущих осей были оборудованы роликовыми подшипниками. В августе 1948 года были сооружены 2 специальных пути, на которых фирма поместила все 20 локомотивов. 19 ноября в ходе манёвров на скорости 65 км/ч столкнулись электровозы 29924 и 29923, в результате чего у последнего оказались повреждены отбойник и передняя тележка. Ремонтировать электровозы не стали, просто загнав их в самый конец колонны.
В связи c отменой поставок электровозов в самом Советском Союзе в 1949 году было начато проектирование собственного восьмиосного электровоза — будущего Н8 (с 1963 г. — ВЛ8) (первый электровоз был построен лишь в 1953 году).

## Эксплуатация

### The Milwaukee Road

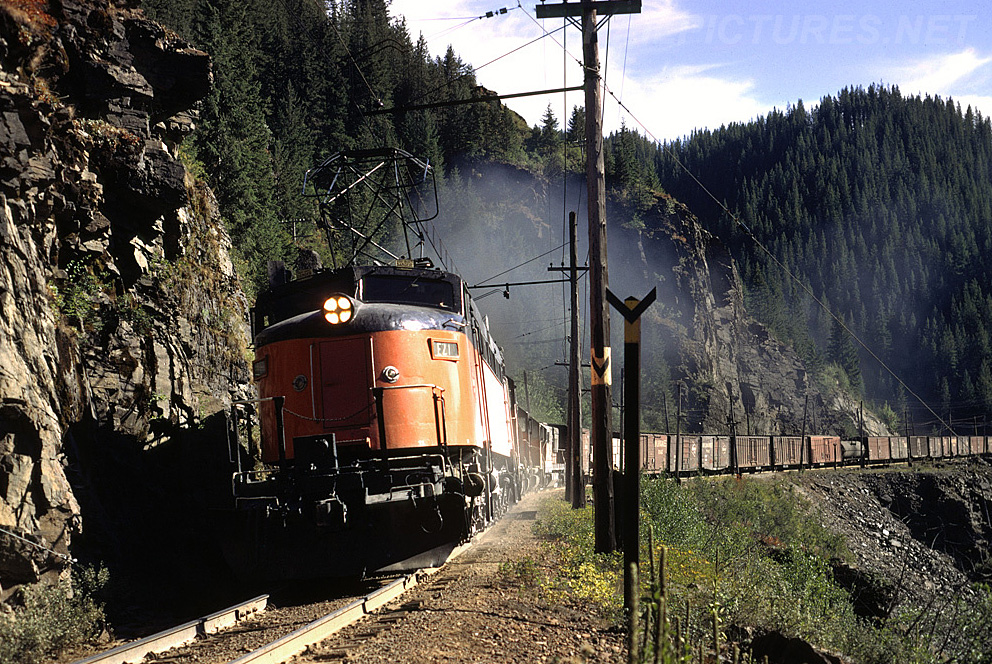
Через Скалистые горы

На момент выпуска электровозы А могли эксплуатироваться лишь на одной американской железной дороге — Chicago, Milwaukee, St. Paul and Pacific (Милуокская), так как она была единственной из электрифицированных на постоянном токе напряжением 3000 В. 24 декабря 1948 года на дорогу поступил для испытаний электровоз с заводским номером 29927. Руководители General Electric рассчитывали, что обкатка позволит продать данные электровозы этой и прочим дорогам. Из-за более высокого, нежели на советских железных дорогах, расположения контактного провода токоприёмники были установлены на специальных подставках. Перешивка локомотива с русской (1524 мм) на стефенсоновскую (1435 мм) колею не требовалась, так как он относился к последней партии, то есть сразу был построен на 1435 мм, а требовалась лишь замена автосцепок. На Милуокской железной дороге электровозы данной серии получили прозвище Маленький Джо (англ. Little Joe) в честь Иосифа Сталина (англ. Joseph Stalin) (Дядюшка Джо — одно из английских прозвищ Сталина). В апреле 1949 года электровоз 29927 вернулся обратно на завод. Результаты испытаний превзошли все ожидания, так как электровоз оказался едва ли не мощнейшим на то время локомотивом в мире. Но, выполненный под советские стандарты, он не соответствовал американским. Да и обозначения в кабине и на схемах этих машин были на русском. Всё это приводило к тому, что потенциальному заказчику Маленького Джо было необходимо проведение дорогостоящей модификации локомотива. В связи с этим Милуокская дорога предложила купить электровозы практически по цене металлолома, от чего GE сразу отказалась.

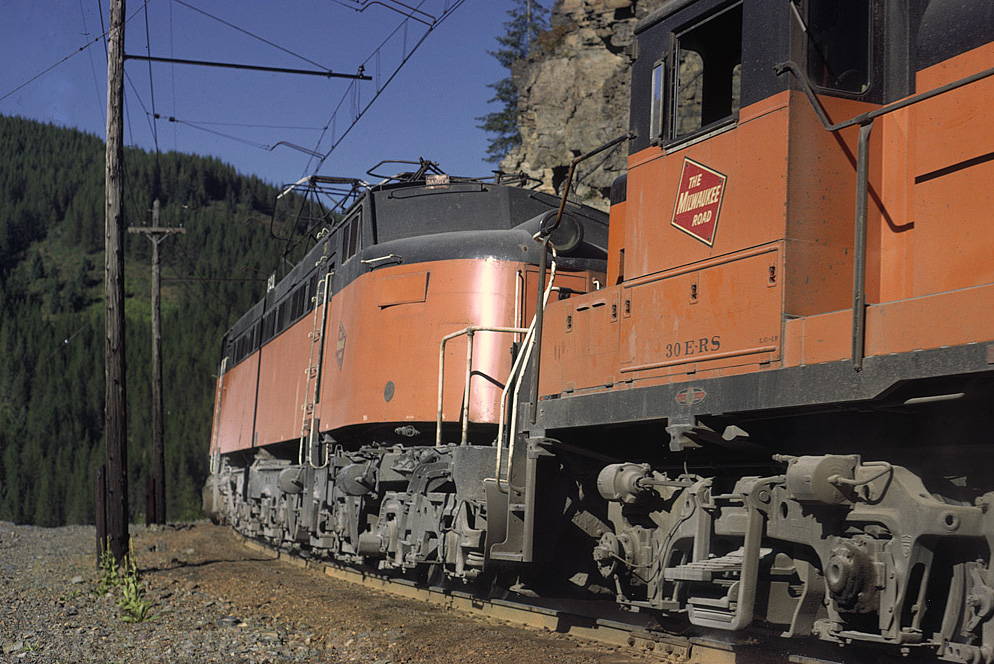
В сцепе с тепловозом GP40

Однако после Корейской войны на дорогах возрос объём перевозок, и в 1950 году Милуокская железная дорога купила 12 электровозов с заводскими номерами 29916—29922 и 29925—29929. Электровозы 29927—29929, выполненные на колею 1435 мм, ушли своим ходом 2 августа того же года, а остальные, выполненные на колею 1524 мм, были сняты с тележек и отправлены на платформах. Все модификации электровозов Милуокская железная дорога проводила за свой счёт. Одной из основных проблем, возникших с эксплуатацией данных электровозов на дороге, стали тяговые подстанции, построенные ещё в Первую мировую войну, мощность которых не позволяла эксплуатировать более двух электровозов одновременно. Впоследствии они были модернизированы, а выходное напряжение поднято до 3400 В, что позволяло более полно использовать мощность электровозов. На дороге два локомотива получили обозначение EP-4 и водили пассажирские поезда. Другие десять получили обозначение EF-4 и водили грузовые поезда по горной дороге через Скалистые горы в штате Монтана. Впоследствии EF-4 были модернизированы для эксплуатации по СМЕ с тепловозами, поэтому довольно часто можно увидеть фото, когда состав тянут несколько тепловозов, впереди которых вцеплен электровоз EF-4. Позже электровозы получили обозначение E. В июне 1974 года, в связи с переводом всей дороги на тепловозную тягу, Маленькие Джо были отставлены от работы.

### South Shore

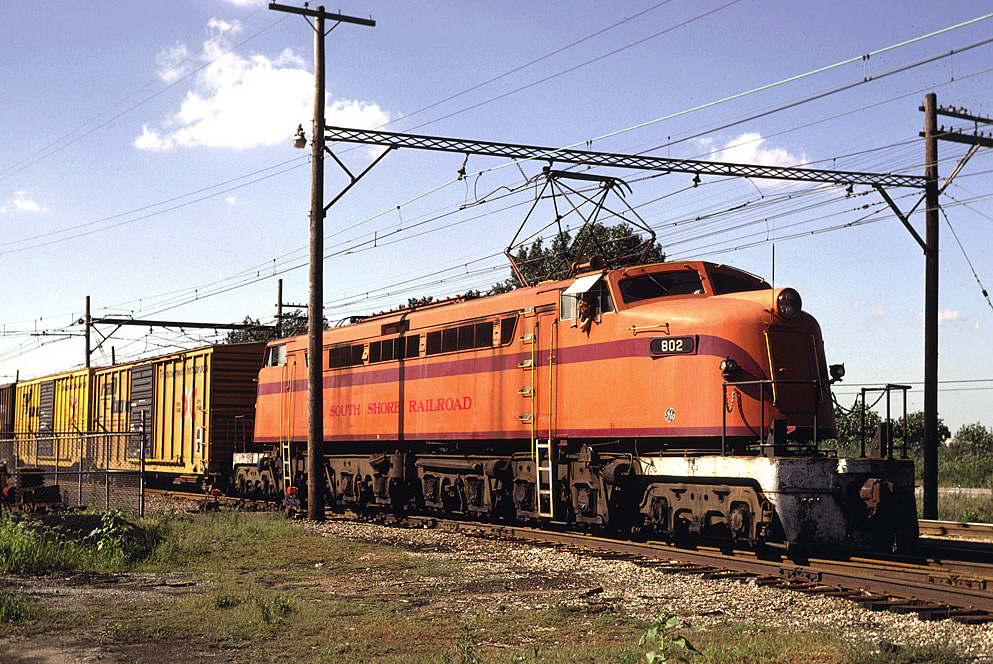
CSS&SB 802 близ города Хаммонд (Индиана), август 1980 года

После первоначального отказа The Milwaukee Road на завод поступило предложение от Chicago SouthShore and South Bend Railroad (CSS&SB или South Shore), которая имела электрифицированную железнодорожную линию Чикаго—Гэри—Саут-Бенд. Пригородные и межобластные пассажирские перевозки на дороге осуществлялись электропоездами, а грузовые — электровозами со служебным весом 50—60 тонн. В эпоху послевоенного роста промышленности дорога поначалу планировала спроектировать и построить собственные электровозы. Но затем руководство дороги обратило внимание на пылившиеся на заводах GE электровозы GE-750 и решило, что дешевле заказать их. Тогда на завод поступил заказ на три электровоза, причём уже изначально выполненных на колею 1435 мм. 10 мая 1949 года с завода были отправлены электровозы с заводскими номерами 29930—29932, которые поступили поначалу в мастерские, расположенные в Мичиган-Сити. Основная модернизация электровозов заключалась в изменении их электрических схем, так как дорога была электрифицирована на напряжение 1500 В. Для сохранения мощности на максимальной ходовой позиции ТЭД переводились на полное параллельное соединение. Далее электровозы были перекрашены и получили эксплуатационные номера 801—803, в связи с чем вскоре получили на дороге прозвище 800-е (англ. 800s). После на самой дороге были проведены большие работы по расширению габаритов приближения мостов и сооружений. В конце осени 1949 года началась эксплуатация 800-х электровозов. Вообще, на тот момент это была уникальная ситуация: на маленькой пригородной железной дороге, на которой даже магистральной электрификации не было, работало три мощнейших в мире электровоза (остальные 17 тогда ещё стояли на заводе). На дороге 800-е проработали до 1983 года и являлись последними регулярно эксплуатируемыми грузовыми электровозами на североамериканском континенте. В том же году два из трёх электровозов были исключены из инвентаря, а все поезда на дороге стали обслуживаться тепловозами.

### Paulista (RFFSA)

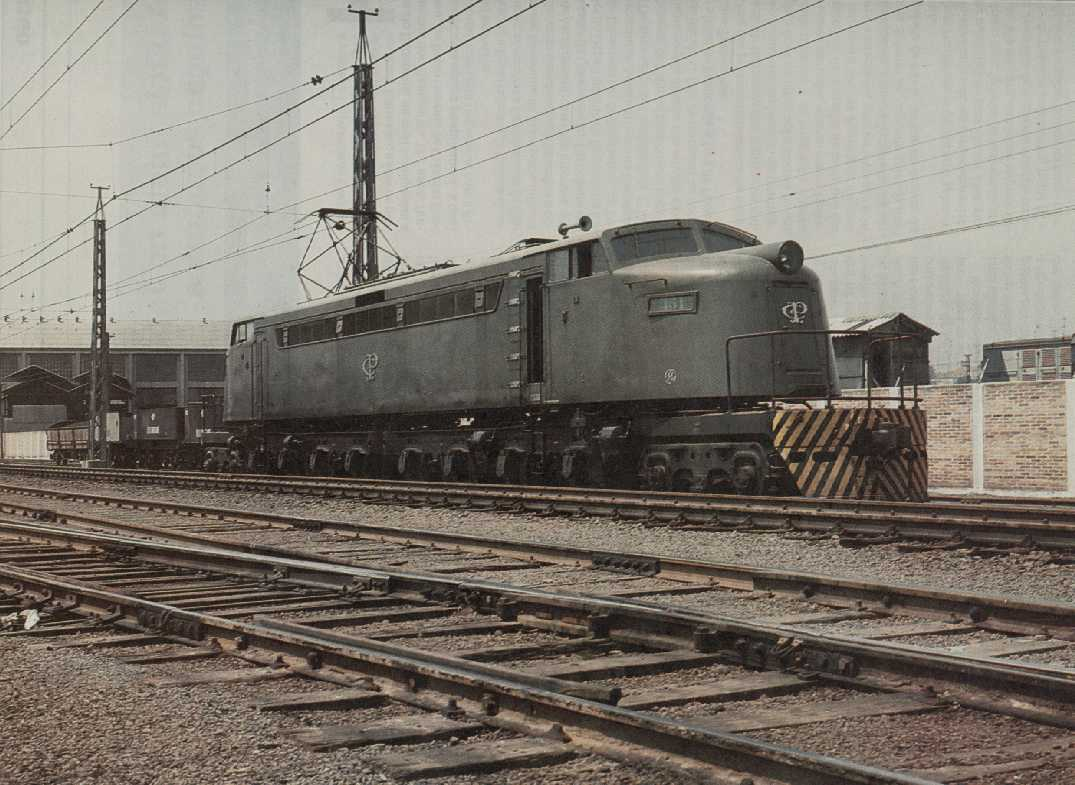
Paulista 451

В сентябре 1950 года бразильская железнодорожная компания Paulista приобрела оставшиеся пять электровозов: 29913—29915, 29923 и 29924. После электровозы были переданы обратно на завод GE в Эри, где их перешили на колею 1600 мм, а также подвергли косметическому ремонту. Повреждённые в 1948 году в результате столкновения электровозы 29923 и 29924 были отремонтированы до рабочего состояния. В 1951 году все пять локомотивов прибыли в Бразилию. На дороге Paulista им присвоили эксплуатационные номера 6451—6455. Также в Бразилии бывшие электровозы GE-750 получили прозвище Русские (порт. Russas). В 1971 году Paulista вошла в состав Fepasa, в связи с чем электровозы перешли в парк последней. Russas проработали на бразильских дорогах вплоть до ликвидации компании Fepasa, то есть до декабря 1999 года.